# リック・ファン・ローイ

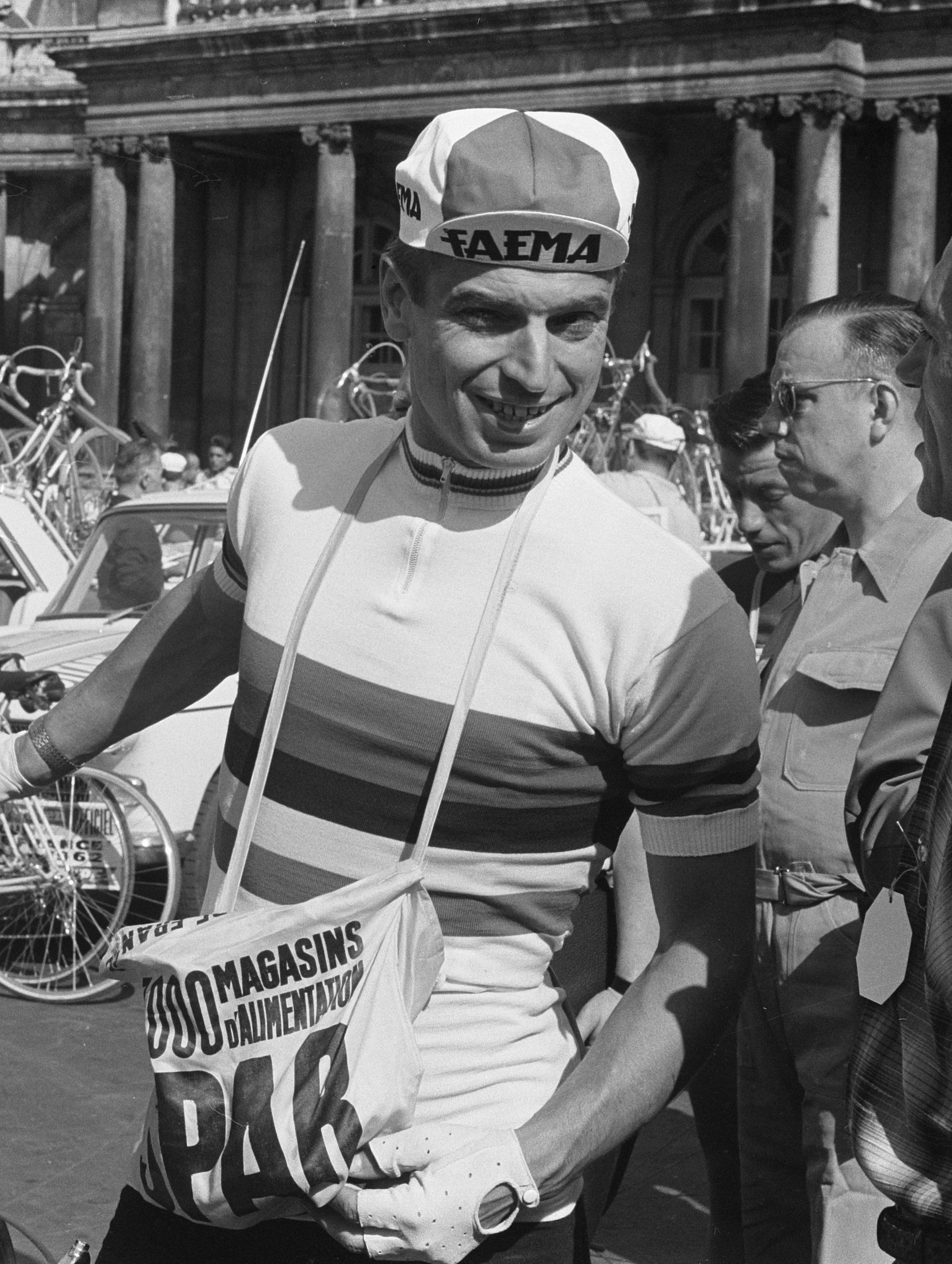
1962年ツール・ド・フランスでのリック・ファン・ローイ

リック・ファン・ローイ（Henrik ("Rik") van Looy、1933年12月20日 - 2024年12月17日）は、ベルギーの元自転車競技選手。史上3人しかいないモニュメントと呼ばれる5大クラシックレース全制覇を果たした他、世界自転車選手権においても史上5人しかない2連覇を果たし、キングオブクラシックの異名を取った。

## 経歴
ファン・ローイは典型的なスプリンター型の選手であった。したがってシングルデーレースの制覇やステージレースの区間優勝に主眼が置かれ、その結果、アマチュア時代を含めて通算492勝を挙げた。
グロッベンドンク生まれ。1952年のベルギー国内選手権制覇（アマチュア）をひっさげて1953年にプロへ転向。デビュー年度から毎年、年間20勝以上を挙げたが、1959年には38勝を挙げ、グランツールにおいてもブエルタ・ア・エスパーニャではポイント賞受賞&総合3位、ジロ・デ・イタリアでも総合4位に食い込むなど、レースキャリアとして最高潮を迎える。
1961年はファン・ローイにとって金字塔を打ち立て続けた年度となった。この年、モニュメントとしては取り残していたパリ〜ルーベとリエージュ〜バストーニュ〜リエージュを制して完全制覇を果たした他、当時史上3人目となる世界選手権の連覇も果たした。また1963年にはツール・ド・フランスでもポイント賞を受賞。
1965年には年間42勝を挙げ、2度目となるブエルタのポイント賞も受賞。しかしながらこの年を境に次第に陰りが見え始めた。ファン・ローイが衰退基調を迎えた頃に、同胞のエディ・メルクスが日の出の勢いで勝ち続けるようになったが、ファン・ローイも依然としてクラシックレース制覇を果たしていたことから、ベルギーの第一人者という地位を譲ったというわけではなかった。1969年の世界選手権前にはどちらをリーダーに据えるかについてベルギーチーム内で揉め、ファン・ローイのほうを選択することになったため、メルクスは「自主欠場」することになったという。
しかしその翌年となる1970年に現役を引退した。
2024年12月17日に死去。90歳没。

## 主な戦績
世界自転車選手権
1960,1961
モニュメント…通算8勝
ミラノ〜サンレモ…1958
ロンド・ファン・フラーンデレン…1959,1962
パリ〜ルーベ…1961,1962,1965
リエージュ〜バストーニュ〜リエージュ…1961
ジロ・ディ・ロンバルディア…1959
その他
ツール・ド・フランス…ポイント賞1回（1963）、通算7勝。
ジロ・デ・イタリア…通算12勝
ブエルタ・ア・エスパーニャ…ポイント賞2回（1959,1965）、通算18勝。
ヘント〜ウェヴェルヘム…1956,1957,1962
フレッシュ・ワロンヌ…1961,1968
パリ〜ツール…1959,1967
ベルギー国内選手権（プロ）…1956,1958
6日間レース（トラックレース）…通算11勝。